# Biểu đồ thủy triều

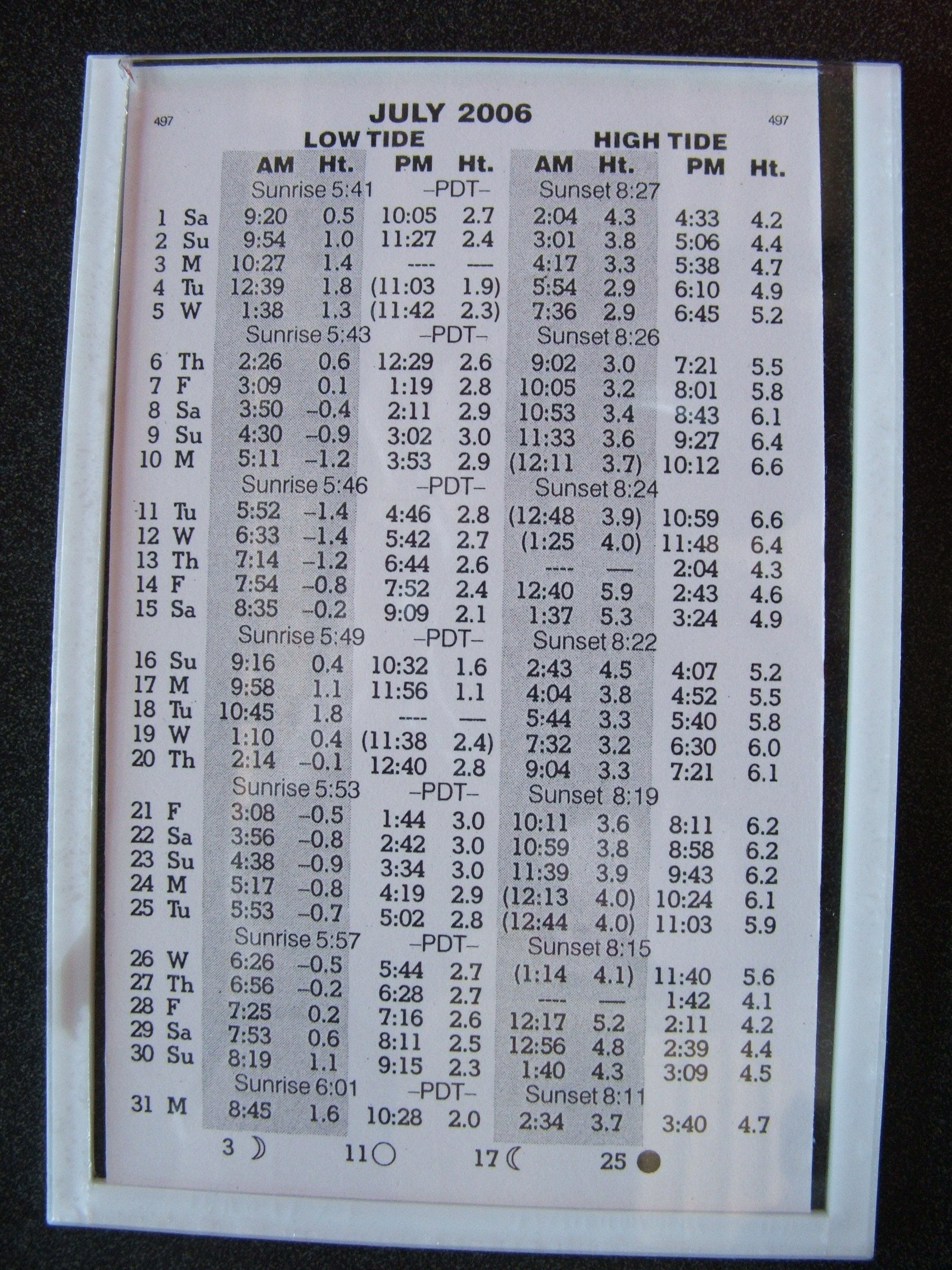
Một bảng thủy triều cho Thủy cung Vịnh Monterey

Bảng thủy triều, đôi khi được gọi là biểu đồ thủy triều, được sử dụng để dự đoán thủy triều và hiển thị thời gian hàng ngày và mức thủy triều cao và thấp, thường dành cho một vị trí cụ thể. cao thủy triều ở thời gian trung gian (giữa nước cao và thấp) có thể được xấp xỉ bằng cách sử dụng quy tắc mười hai hoặc tính toán chính xác hơn bằng cách sử dụng đường cong thủy triều được công bố cho vị trí. Các mức thủy triều thường được đưa ra liên quan đến mốc thời gian dọc nước thấp, ví dụ: mốc dữ liệu nước thấp trung bình (MLLW) ở Mỹ.

## Xuất bản và phạm vi
Các bảng thủy triều được xuất bản dưới nhiều hình thức khác nhau, chẳng hạn như các bảng cứng và bảng mềm có sẵn trên Internet. Hầu hết các bảng thủy triều chỉ được tính toán và xuất bản cho các cảng chính, được gọi là "cổng tiêu chuẩn" và chỉ trong một năm - các cổng tiêu chuẩn có thể tương đối gần nhau hoặc cách nhau hàng trăm km. Thời gian thủy triều cho một cổng nhỏ được ước tính bởi người sử dụng bảng thủy triều tính toán thủ công bằng cách sử dụng chênh lệch thời gian và chiều cao được công bố giữa một cổng tiêu chuẩn và cổng phụ.

## Ngày và thời gian
Ngày của thủy triều lên và thủy triều xuống, cách nhau khoảng bảy ngày, có thể được xác định bằng độ cao của thủy triều trên các bảng thủy triều cổ điển: một phạm vi nhỏ biểu thị các bước nhảy và lớn cho thấy các khoảng thủy triều lên.
Chu kỳ của thủy triều phụ thuộc vào pha của mặt trăng, với thủy triều cao nhất (thủy triều lên) xảy ra gần ngày trăng tròn và trăng mới. Vì chu kỳ mặt trăng là khoảng 29,5 ngày, thủy triều liên tiếp vào khoảng 24/29 giờ sau mỗi ngày hoặc khoảng 50 phút nhưng nhiều quan sát và cân nhắc khác được yêu cầu để phát triển các bảng thủy triều chính xác. Trên bờ biển Đại Tây Dương của Tây Bắc Châu Âu, khoảng thời gian giữa mỗi đợt thủy triều thấp và cao trung bình khoảng 6 giờ và 10 phút, tạo ra hai thủy triều cao và hai thủy triều thấp mỗi ngày, với thủy triều cao nhất khoảng 2 ngày sau ngày trăng tròn.

## Phép tính
Dự đoán thủy triều đã gặp khó khăn bởi vấn đề tính toán tốn nhiều công sức. Trước khi sử dụng máy tính kỹ thuật số, các bảng thủy triều thường được tạo ra bằng cách sử dụng máy tính có mục đích đặc biệt, máy dự báo thủy triều.